# L'uomo dalla pistola d'oro (romanzo)
L'uomo dalla pistola d'oro (The Man with the Golden Gun) è il dodicesimo e ultimo romanzo dello scrittore britannico Ian Fleming, incentrato sulle avventure di James Bond. Fu pubblicato postumo a un anno dalla morte dell'autore.

## Trama
James Bond, ignaro della propria identità, attenta alla vita di M con una pistola caricata a veleno, ma il tentativo fallisce. James Molony, neurologo del Servizio Segreto inglese, scopre che 007, dato per caduto nella sua ultima missione in Giappone, era stato scovato dai sovietici, ridotto a un automa con un lavaggio del cervello durante il suo soggiorno in URSS e "riprogrammato" per uccidere M. 007 è reintegrato in virtù dell'ottimo stato di servizio, ma deve sottoporsi a un'intensa terapia sotto l'osservazione di Molony e adattarsi a un ruolo non operativo e a una vita in ufficio.
Sul tavolo di M finisce il fascicolo di Francisco Scaramanga, un killer professionista, spesso al soldo del KGB, che si nasconde a Cuba. Il capo del servizio segreto decide di mettere 007 alla prova: lo manda sulle tracce dell'assassino, consapevole che, se il suo ex migliore agente non è guarito, potrebbe aver firmato la sua condanna a morte. Un modo, comunque, per risolvere la questione.
Giunto a Kingston, Bond incontra la sua ex segretaria Mary Goodnight, che ora lavora per la sezione J del servizio. Su un giornale locale legge un'inserzione che ha tutta l'aria di una comunicazione del KGB e si reca a Sav'la Mar in un bordello gestito da Tiffy. Mentre chiede informazioni, si imbatte in Scaramanga, che poco dopo esibisce il suo talento di tiratore con la sua particolare pistola d'oro, sparando alla coppia di uccelli entrati nel locale come d'abitudine per prendere il cibo da Tiffy, molto affezionata a loro. Bond riesce a farsi assumere da Scaramanga come guardia del corpo per un importante evento di due giorni.
Arrivati all'Hotel Thunderbird, della cui costruzione si sta occupando Scaramanga, 007 si trova a partecipare a una riunione dei più spietati gangster mondiali. Fra il personale dell'albergo riconosce il suo vecchio amico Felix Leiter, infiltratosi per registrare l'incontro per conto della CIA. Nella stessa sera, Mary Goodnight si intrufola nella stanza di Bond per comunicargli un Urgentissimo. 007 vi legge che uno dei partecipanti alla riunione, Hendriks, è in realtà un agente del KGB che ha l'incarico di ucciderlo.
Il giorno dopo Scaramanga invita tutti gli ospiti a un viaggio con battuta di caccia in treno. il piano di Scaramanga sarebbe uccidere 007, ma questi con l'aiuto di Felix Leiter riesce a scampare al tentativo, eliminando i gangster. Bond e Leiter saltano dal treno, seguiti da Scaramanga gravemente ferito. Nel salto l'americano si rompe una gamba. Bond insegue Scaramanga e lo uccide, dopo che questi ha tentato di ucciderlo un'ultima volta. Ricoverato in ospedale, Bond riceverà da Mary Goodnight il messaggio con il reintegro nella sezione 00 da parte di M, e rifiuterà il cavalierato offertogli dalla Regina per i suoi servigi.

## Personaggi
- James Bond, agente segreto britannico
- Mary Goodnight, bondgirl, segretaria alla sezione J del servizio segreto
- M, capo del servizio segreto britannico, personaggio ricorrente nella serie
- James Molony, neurologo
- Francisco Scaramanga, killer
- Tiffy, maîtresse di un bordello
- Felix Leiter, ex agente della CIA, personaggio ricorrente nella serie
- Hendriks, presunto esperto di finanza e agente del KGB

## Edizioni
- Ian Fleming, L'uomo dalla pistola d'oro, traduzione di Maria Paola Ricci Dettore, R66, Garzanti, 1966.

## Adattamenti cinematografici
Al romanzo è ispirato il film Agente 007 - L'uomo dalla pistola d'oro (1974), per la regia Guy Hamilton, con Roger Moore interprete di James Bond e Christopher Lee nei panni di Francisco Scaramanga.